# Darnyćke
Darnyćke (ukr. Дарницьке; do 1946 roku Fundum) – wieś na Ukrainie, w obwodzie wołyńskim, w rejonie włodzimierskim. W 2001 roku liczyła 78 mieszkańców. 

## Historia
W II Rzeczypospolitej folwark Fundum należał do gminy wiejskiej Chotiaczów w powiecie włodzimierskim, w województwie wołyńskim. W 1921 roku liczył 202 mieszkańców (89 kobiet i 113 mężczyzn) i znajdowały się w nim 4 budynki mieszkalne. 115 osób deklarowało narodowość polską, 87 – ukraińską (rusińską). 107 osób deklarowało przynależność do wyznania rzymskokatolickiego, 95 – do prawosławnego.
W ramach osadnictwa wojskowego działki we wsi otrzymali: rotmistrz Wacław Haczyński, porucznik Franciszek Berstling, sierżant Karol Weil, plutonowy Mieczysław Kamiński, kapral Karol Kopeć, starszy szeregowiec Franciszek Sowiński i ułan Stefan Kochnowicz.